# 타이니 론
타이니 론(Tiny Ron Taylor, 1947년 11월 21일 ~ 2019년 11월 28일)은 미국의 배우, 농구 선수, 텔레비전 배우이다.
토런스에서 태어났으며 샌타클라리타에서 사망하였다.

## 영화
- 홀리맨 언더커버 (2010년) - 타이니 역
- 새스콰치 마운틴 (2006년)
- 직스 (2001년) - 테리 역
- 라스트 맨 스탠딩 (1996년)
- 에이리언 네이션 - 씨크리트 웨폰 (1995, Alien Nation: Body and Soul)
- 에이스 벤츄라 (1994년) - 록 역
- 인간 로켓티어 (1991년)
- 총알 탄 사나이 (1988년)